# Ibsen Henrique de Castro
Ibsen Henrique de Castro (* 17. Januar 1938 in Morrinhos, Bundesstaat Goias, Brasilien; † 30. Dezember 2020 in Goiânia, Bundesstaat Goias, Brasilien) war ein brasilianischer Politiker.

## Leben und Wirken
Er studierte Wirtschaftswissenschaften und arbeitete zeitlebens als Ökonom für die Öffentliche Hand. Von 1971 bis 1974 sowie von 1979 bis 1983 war er Agrarminister von Goias. Als Abgeordneter im Landesparlament von Goias war er von 1975 bis 1983 durchgehend tätig, von 1977 bis 1979 auch als Vorsitzender des Landesparlaments und damit neben dem Gouverneur der wichtigste Mann des Bundesstaates. Im Bundesparlament in Brasilia vertrat er den Bundesstaat Goias von 1983 bis 1987.
Castro war ein Parteienwechsler, so gehörte zeitweise zur Arena-Partei, zur PDS und zur PMDB. Seine politische Karriere beendete er mit einer letzten Amtszeit als Abgeordneter im Landesparlament von Goias in der Zeit von 1995 bis 1999.
Am 30. Dezember 2020 starb Ibsen Henrique de Castro im Alter von 82 Jahren in der Hauptstadt des Bundesstaates Goias an den Folgen einer COVID-19-Erkrankung. Die Stadt ordnete drei Tage Trauer an.